# PACI PAC
PACI PAC je slovenská popová hudební skupina z Bratislavy. Pravidelně vystupuje na dětských akcích po celém Slovensku a občas i v Česku. Kromě toho má také velmi úspěšný Youtube kanál s téměř půl milionem odběratelů. 

## Vznik
Skupinu založil v roce 2015 Mário Praženec, který dříve působil jako kytarista ve skupině Iné kafe. Poté, co se stal otcem se však rozhodl začít tvořit hudbu pro děti. Původně měl v úmyslu složit pouze jednu píseň hlavně pro svoje vlastní děti. Poté co ji publikoval na Youtube však měla obrovský úspěch a právě to ho přimělo založit skupinu a pokračovat v tvorbě dalších písní.

## O skupině
Skupinu tvoří duo přezdívané Paci (Adriána Pešinová) a Pac (Mário Praženec). Všechny hudební klipy a vystoupení dělají společně. Další postavou skupiny je komparzista, který se ve videoklipech objevuje jako třetí doplňující postava, například kuchař nebo doktor. Hlavní styl skupiny je popová hudba. V některých skladbách, jako například v „Ako bola objavená Amerika“, je však znát i příklon k pop-rocku. 
Skupina Paci Pac působí hlavně na Slovensku. V menší míře občas vystupuje i v Česku. V minulosti například hrála v rámci Fesťáčku v Praze a Hradci Králové a dalších větších městech.